# Eric Honegger

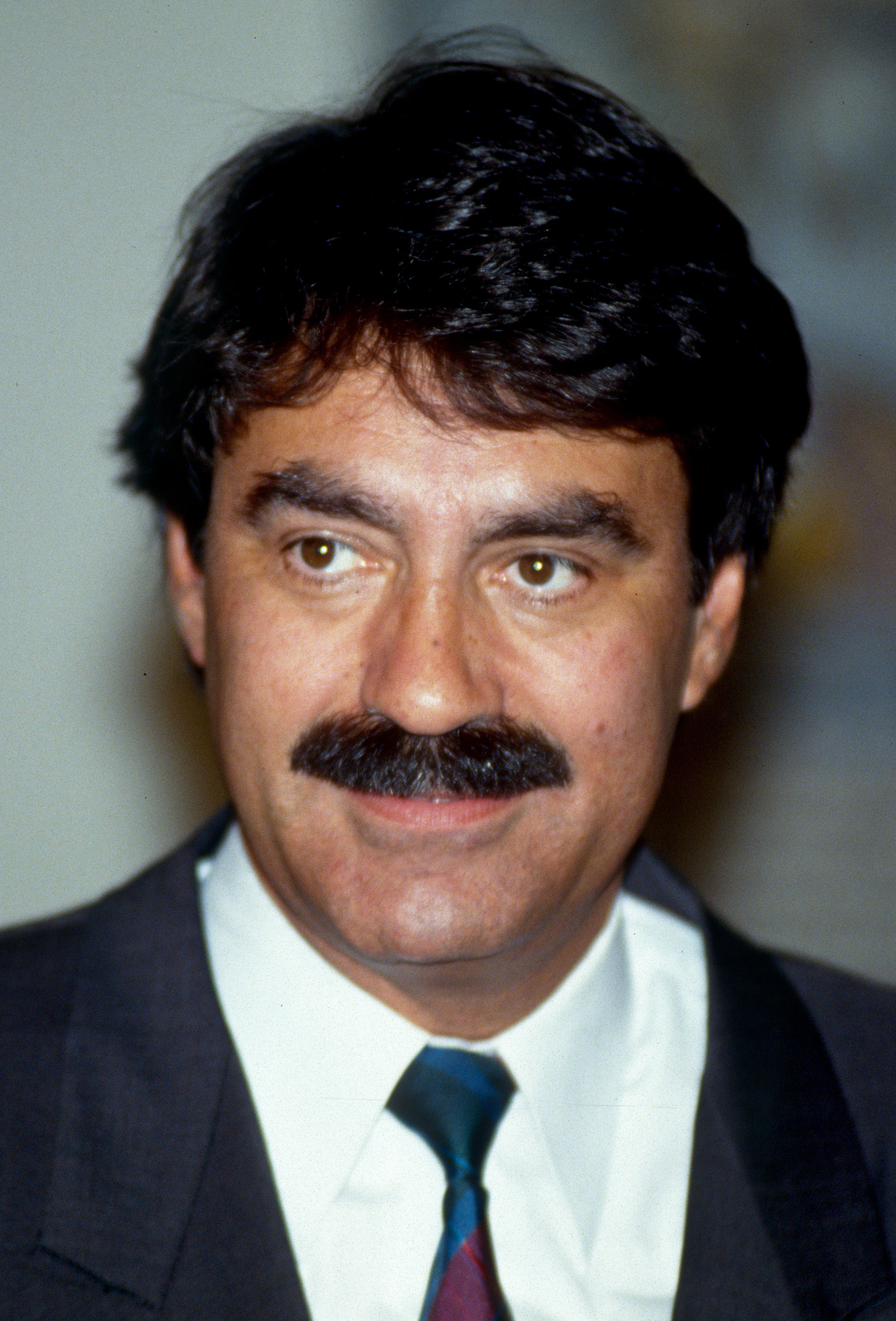
Eric Honegger (1986)

Eric Antoine Pierre Honegger (* 29. April 1946 in Zürich; heimatberechtigt in Rüschlikon und Fischenthal) ist ein Schweizer Politiker (FDP) und Manager.

## Biografie
Eric Honegger wuchs als Sohn des späteren Bundesrats Fritz Honegger in Rüschlikon auf. Er absolvierte 1964 die Matura an der Kantonsschule Freudenberg in Zürich. Anschliessend studierte er Geschichte und Publizistik an der Universität Zürich und wurde 1976 promoviert.
Von 1975 bis 1979 war Honegger Parteisekretär der FDP der Stadt und des Kantons Zürich. Von 1980 bis 1981 arbeitete er bei der Gesellschaft zur Förderung der Schweizerischen Wirtschaft (heute Teil der Economiesuisse). Er war von 1982 bis 1987 Geschäftsleiter des Schweizerischen Verbandes Graphischer Unternehmen (SVGU, heute Schweizerischer Verband für visuelle Kommunikation, Viscom).
Von 1974 bis 1978 war er Mitglied des Gemeinderats von Rüschlikon. Von 1979 bis 1987 gehörte er dem Zürcher Kantonsrat an. 1987 wurde er in den Regierungsrat gewählt, dem er bis 1999 angehörte und den er in den Amtsjahren 1993/94 und 1998/99 präsidierte. Er leitete anfangs die Baudirektion, ab 1991 die Finanzdirektion.
Honegger war bereits ab 1993 Mitglied des Verwaltungsrats der SAirGroup. Nach seiner Demission als Regierungsrat wurde er vollamtlicher Vizepräsident des Verwaltungsrats der SAirGroup und ab dem 1. Mai 2000 als Nachfolger von Hannes Goetz Verwaltungsratspräsident. Im Januar 2001 übernahm er zusätzlich die Konzernleitung der SAirGroup. Im März 2001 wurde er vom Verwaltungsrat abgesetzt und durch Mario Corti ersetzt. Daneben war Honegger bis 2001 Mitglied des Verwaltungsrates der UBS und Präsident des Verwaltungsrates der NZZ.
Die Staatsanwaltschaft des Kantons Zürich erhob im März 2006 im Zusammenhang mit dem Swissair-Konkurs Anklage gegen Honegger und weitere 18 Personen. Honegger wurde ungetreue Geschäftsbesorgung und Steuerbetrug vorgeworfen. Das Bezirksgericht Bülach sprach ihn am 7. Juni 2007 in allen Anklagepunkten frei. Er erhielt eine Prozessentschädigung von 99'625 Franken. Die Staatsanwaltschaft zog das Urteil nicht weiter; damit ist der Freispruch rechtskräftig. Honegger wurde auch in Zivilklagen freigesprochen.
2012 zog er mit seiner Lebenspartnerin ins österreichische Gerersdorf im Burgenland, wo sie heute das Gästehaus «Arkadenhof» betreiben.

## Publikationen
- Bürgerliche und frontistische Presse zur schweizerisch-deutschen Pressepolitik im Vorfeld des Zweiten Weltkrieges; untersucht am Beispiel des «Schaffhauser Intelligenzblattes» und des «Grenzboten». Conzett + Huber, Zürich 1976 (Dissertation).
- Erinnerungs-Prozess: Ein Bericht. Ammann Verlag, Zürich 2007, ISBN 978-3-250-10510-7.